# Vörös Csepel

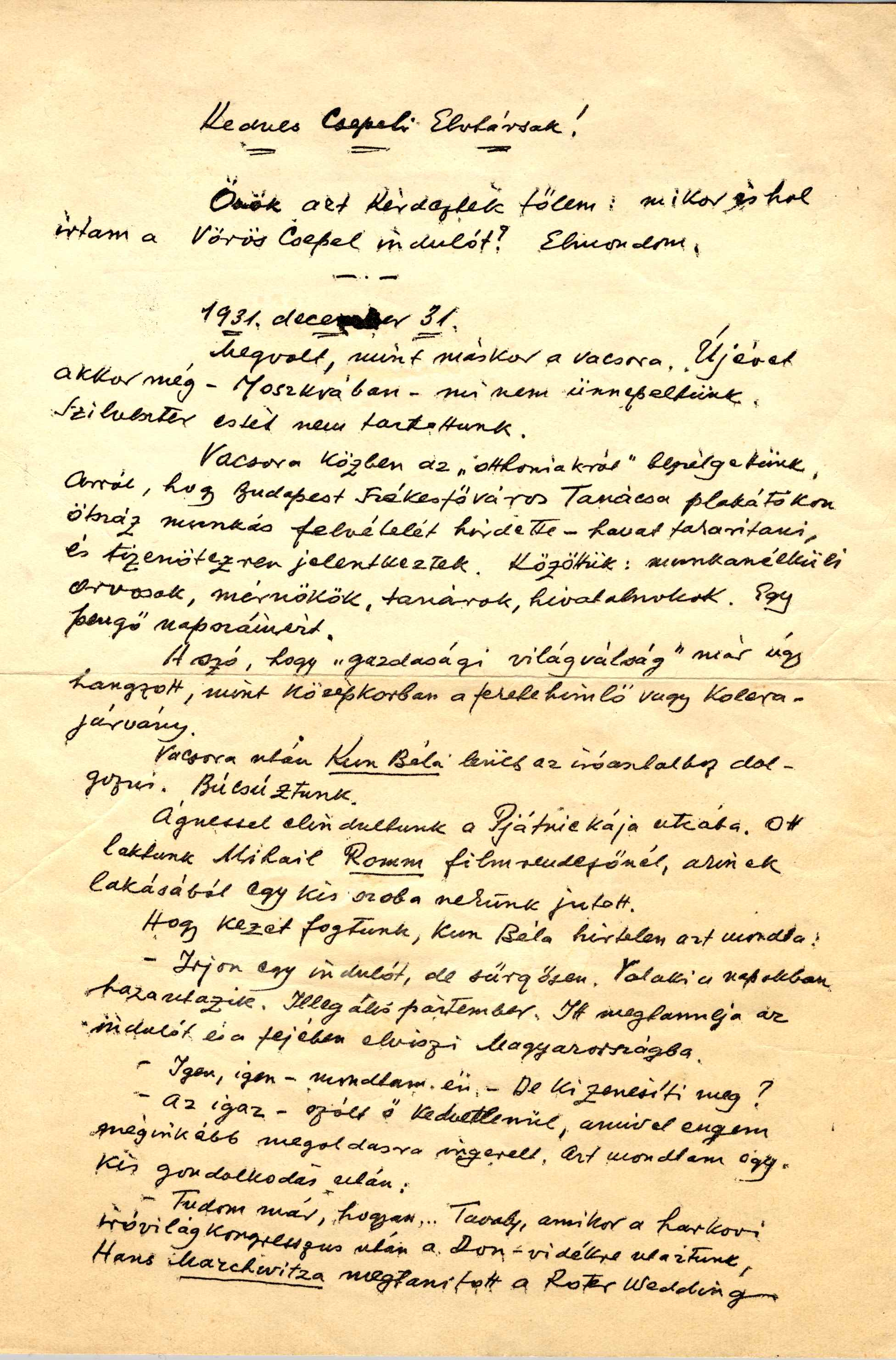
Hidas Antal levele a csepeli elvtársakhoz. 1971.03.07 - 1.oldal

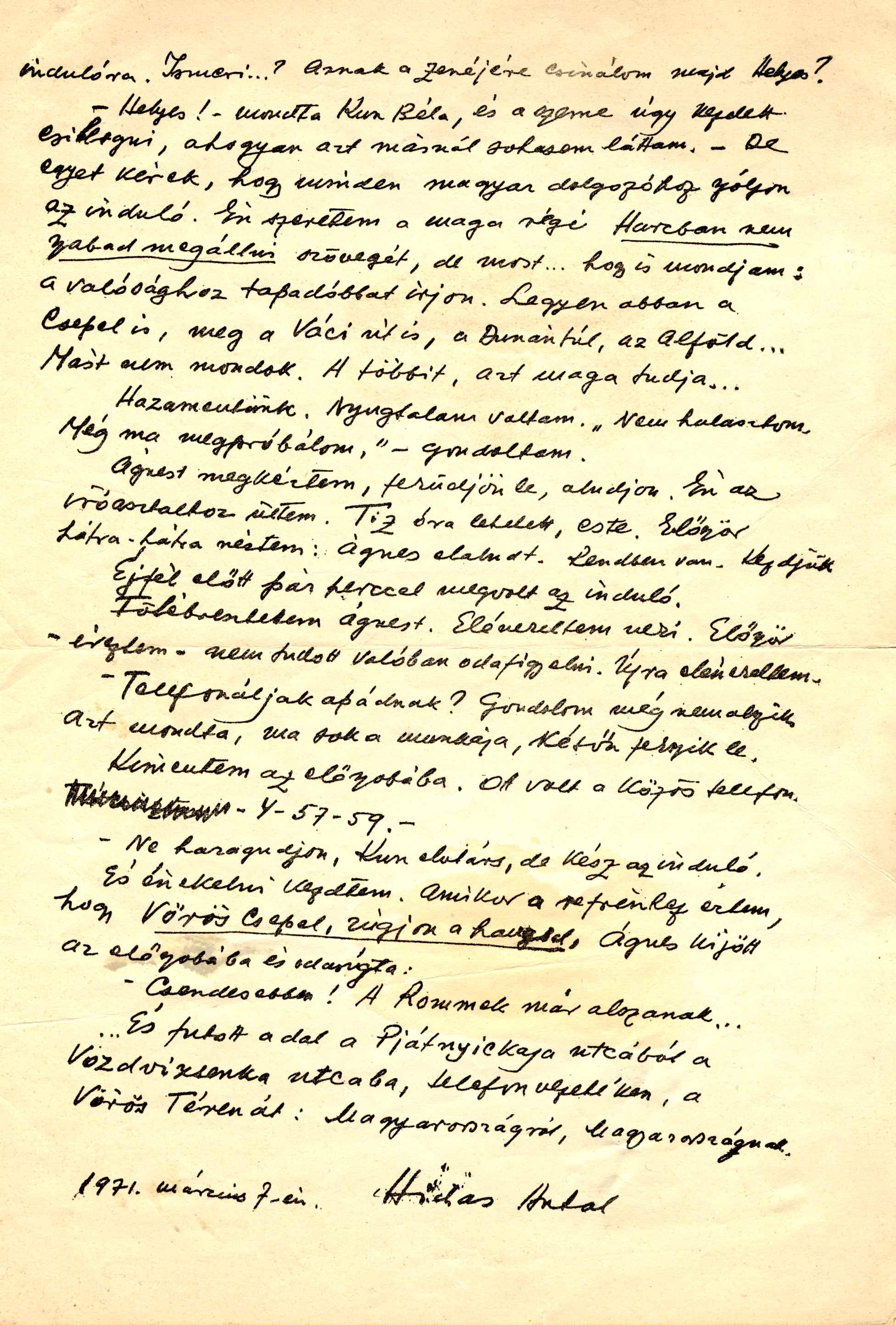
Hidas Antal levele a csepeli elvtársakhoz]. alt=Hidas Antal levele a csepeli elvtársakhoz. 1971.03.07 - 1.oldal1971.03.07 - 2.oldal

A Vörös Csepel egy kommunista induló, amely a munkásságnak (a címben is szereplő csepeli mellett az angyalföldi és a vidéki munkásságnak is) ad programot. Dallama a német Roter Wedding dallamából való. A zenét Hanns Eisler szerezte, szövegét Hidas Antal írta.

## Keletkezése
Hidas Antal így írta le a dal keletkezésének körülményeit a csepeli elvtársakhoz írt 1971−es levelében:

„Kedves Csepeli Elvtársak!
Önök azt kérdezték tőlem: mikor és hol írtam a Vörös Csepel indulót?
Elmondom.
1931. december 31.
Megvolt, mint máskor a vacsora. Újévet akkor még – Moszkvában – mi nem ünnepeltünk.
Szilveszter estét nem tartottunk.
Vacsora közben az „otthoniakról” beszélgettünk. Arról, hogy Budapest Székesfőváros Tanácsa plakátokon ötszáz munkás felvételét hirdette – havat lapátolni, és tizenötezren jelentkeztek.
Közöttük: munkanélküli orvosok, mérnökök, tanárok, hivatalnokok. Egy pengő napszámért.
A szó, hogy „gazdasági világválság” már úgy hangzott, mint középkorban a fekete himlő vagy kolera−járvány.
Vacsora után Kun Béla leült az íróasztalhoz dolgozni. Búcsúztunk.
Ágnessel elindultunk a Pjatnickaja utcába. Ott laktunk Mihail Romm filmrendezőnél, akinek lakásából egy kis szoba nekünk jutott.
Hogy kezet fogtunk, Kun Béla hirtelen azt mondta:
−         Írjon egy indulót, de sürgősen. Valaki a napokban hazautazik. Illegális pártember. Itt megtanulja az indulót, és a fejében elviszi Magyarországba.
−         Igen, igen – mondtam én – De ki zenésíti meg?
−         Az igaz – szólt ő kedvetlenül, amivel engem még inkább megoldásra ingerelt. Ezt mondtam egy kis gondolkodás után:
−         Tudom már, hogyan .. Tavaly, amikor a harkovi íróvilágkongresszus után  Don−vidékre utaztunk, Hans Marchwitza megtanított a Roter Wedding indulóra. Ismeri …? Annak a zenéjére csinálom majd.  Helyes?
−         Helyes! – mondta Kun Béla. , és a szeme úgy kezdett csillogni, ahogy azt másnál sohasem láttam.
−       De , egyet kérek, hogy minden magyar dolgozóhoz szóljon az induló. Én szeretem a maga régi Harcban nem szabad megállni szövegét, de most … hogy is mondjam: a valósághoz tapadóbbat írjon. Legyen abban a Csepel is, meg a Váci út is, a Dunántúl, az Alföld …
−         Mást nem mondok. A többit azt maga tudja…
Hazamentünk, nyugtalan voltam.  „Nem halasztom, még ma megpróbálom.” – gondoltam.
Ágnest megkértem, feküdjön le, aludjon. Én az íróasztalhoz ültem. Tíz óra lehetett, este. Először hátra−hátra néztem: Ágnes elaludt. Rendben van. Kezdjük
Éjfél előtt pár perccel megvolt az induló. Fölébresztettem Ágnest. Elénekeltem neki.  Először – éreztem – nem tudott valóban odafigyelni. Újra elénekeltem.
−         Telefonáljak apádnak? Gondolom, még nem alszik.
Azt mondta, ma sok a munkája, későn fekszik le.
Kimentem az előszobába. Ott van a közös telefon.
4−57−59
−         Ne haragudjon, Kun elvtárs, de kész az induló.
És énekelni kezdtem. Amikor a refrénhez értem, hogy Vörös Csepel, zúgjon a hangod, Ágnes kijött az előszobába és odavágta:
−         Csendesebben. A Rommék már alszanak….
… És futott a dal a Pjatnyickaja utcából a Vozdvizsenka utcába, telefon vezetéken, a Vörös  Téren át: Magyarországról, Magyarországnak.”

– 1971. március 7−én. Hidas Antal

## Mondanivaló
Az induló egyrészt a magyarországi munkásság figyelmét hívja fel a nyomorúságos helyzetére: az éhínségre, a jogfosztottságra és a burzsoázia elnyomására. A két világháború közötti szociáldemokrata párti politikusokat árulónak bélyegzi. Ezután harcra lázítja a főváros és az egész ország munkásságát a burzsoázia eltaposására biztatja.

## Az induló szövege
Vörös Csepel
| Még, még, még és még! A burzsujnak sosem elég. Láss, láss, láss, már láss, Sorsod az elpusztulás! Mert harmada országnak éhengebed, Az éhség, a szenny marja fel testedet, Éhhalálra ítélt ez a rend. A gégédre hurkol statáriumot, És tapsolnak hozzá a rongy árulók, Büchlerek, Propperek, Peyerek. Vörös Csepel, zúgjon a hangod, Váci út felelj neki! Dunántúl, Alföld együtt a harcban, Jelszavad megrengeti, rengeti. Nem fogunk pusztulni éhen, Nem tűrünk csendben tovább! Vörös Csepel, vezesd a harcot, Kenyeret, munkát! | Rég, rég, rég volt, rég. A szovjetek emléke ég! Most, most, most és most, A burzsoá rendet taposd! Ha dolgozol, vagy ha nem, egyforma kín, Elpusztulsz a burzsujok éhbérein, Grófi földön a gyűlölet nő. Egy tányér levest odalöttyent eléd, És szólni, ha mersz, sortüzet küld beléd, Véres számolás órája jő. Vörös Csepel, zúgjon a hangod… | Tudd, tudd, tudd, hát tudd! Gyújtják az új háborút. Vedd, vedd, vedd csak vedd Kézhez a fegyveredet. A Szovjetek ellen ha áll a menet, Hát küldd a pokolba a tisztjeidet, Fordítsd rájuk a puska csövét! Hogy vesszen, hogy vesszen a burzsoá rend. Ez a láng, ez a harc új uralmat teremt, Dolgozók hatalmát, Szovjetet. Vörös Csepel, zúgjon a hangod… |